# Molobratia tenthredoides
Molobratia tenthredoides är en tvåvingeart som först beskrevs av Giovanni Antonio Scopoli 1763.  Molobratia tenthredoides ingår i släktet Molobratia och familjen rovflugor.
Artens utbredningsområde är Slovenien. Inga underarter finns listade i Catalogue of Life.